# Lokomotiv (band)
Lokomotiv was een Amerikaanse hardrockband.

## Bezetting
- Wolf Gemora[3]
- Basti Artadi[4]
- Danny Gonzalez[5]
- David Aguirre[6]

## Geschiedenis
In 2002 besloten Basti Artadi en Wolf Gemora van de band Wolfgang de Filipijnen te verlaten, toen ze werden teleurgesteld over de toekomst van de hardrock in het countrymuziekcircuit en vestigden zich in de Verenigde Staten.
Lokomotiv kwam voor de eerste keer samen in januari 2003 in Orange County, met Gemora, Danny Gonzalez en gitarist James McDonnell. Een jaar later voegde David Aguirre (Razorback) zich bij de band. Een paar maanden later kreeg Artadi, die toen woonde in San Francisco, het aanbod om als frontman van de band te fungeren, hetgeen hij accepteerde. Op dat moment verkoos McDonnell om de band te verlaten.
In oktober 2005 nam de band hun debuutalbum Rock N' Roll Death Toll op. Een muziekvideo werd gemaakt voor het albumnummer Five Alive. Deze video maakte heftige rotaties op de Filipijnen via het muziekkanaal MYX en MTV Azië. Het debuutalbum werd uitgebracht op de Filipijnen in september 2006.
Basti Artadi verliet de band op 24 juni 2006 vanwege muzikale en creatieve meningsverschillen. In augustus 2006 werd zanger/songwriter Ryan Hudson gehaald als frontman.
Lokomotiv ging laat in 2006 terug naar de Filipijnen om te toeren ter ondersteuning van hun debuutalbum. Een van de locaties waar ze speelden was het MTV Music Summit 2006 voor HIV/aids in december 2006 in het Bonifacio Global City openlucht in Taguig (Metro Manila). Het kwartet ging daarna terug naar de Verenigde Staten om verder te gaan met optreden en het opnemen van nieuw materiaal voor hun tweede album, dat omzichtig was vastgelegd voor publicatie in de herfst van 2007. Maar tijdens een recent online interview maakte drummer Wolf Gemora bekend dat de band was ontbonden direct na de Filipijnen-tournee, in de versukkeling geraakt door financiële problemen, zodat de band niet meer staande kon blijven. Vanaf dan traden Gonzalez, Gemora en Aguirre op onder de naam 3 Headed Dog. Ryan Hudson is nu frontman bij de band Love And A .38 uit Los Angeles.

## Invloeden
Lokomotiv telt Jimi Hendrix, Led Zeppelin, AC/DC, Thin Lizzy, The Ramones, Judas Priest, Iron Maiden, Metallica, Soundgarden, Rollins Band, Audioslave en Velvet Revolver tot hun muzikale invloeden.

## Trivia
- Danny Gonzalez speelde bas bij de experimentele metalband B.K.S. van 1991 tot 1996. Later was hij in het akoestisch/elektrisch duo Face Down van 2001 tot 2003.
- Vóór Lokomotiv was Basti Artadi bij de band Kitaan uit San Francisco en de heavy-metalband Wolfgang uit Manila.
- Ryan Hudson was van 2001 tot 2005 zanger-songwriter en gitarist bij de rockband Lazarus IV uit Oklahoma.